# شکربوته ماری
شکربوته ماری (نام علمی: Protea curvata) نام یک گونه از سرده شکربوته‌ها است.